# Parc Schavey
Le parc Schavey(s) forme, avec le Kleetbos, un parc vallonné de quelque 30 hectares à Linkebeek dans le Brabant flamand.
Il était autrefois la propriété de la ferme fortifiée Schavey.

## Anciens propriétaires de la ferme
Les  seigneurs  d’Aa  et  de  Beersel,  les  comtes de Merode  et  les  ducs  d’Arenberg.

## Galerie

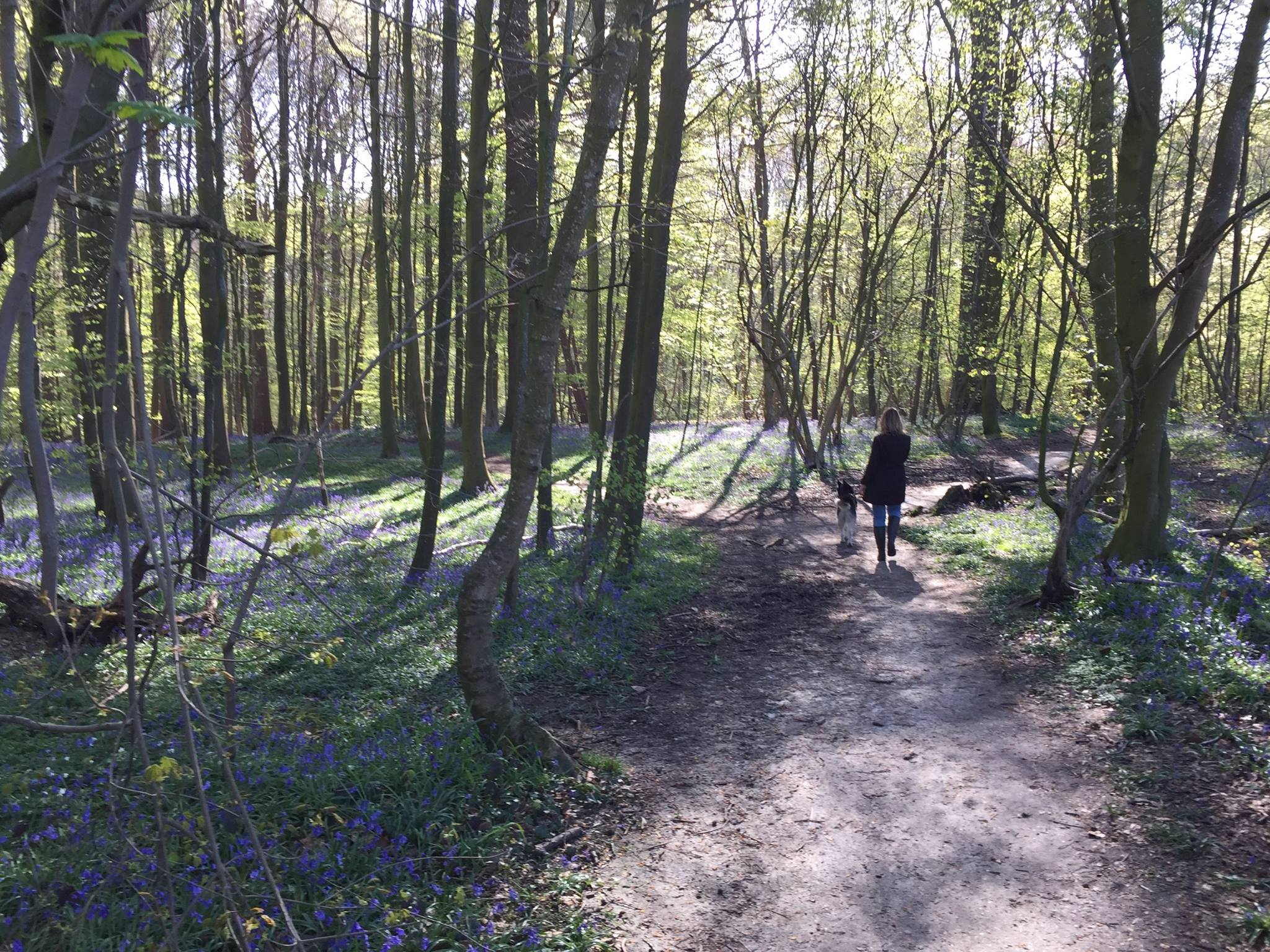
Tapis de jacinthes en sous-bois
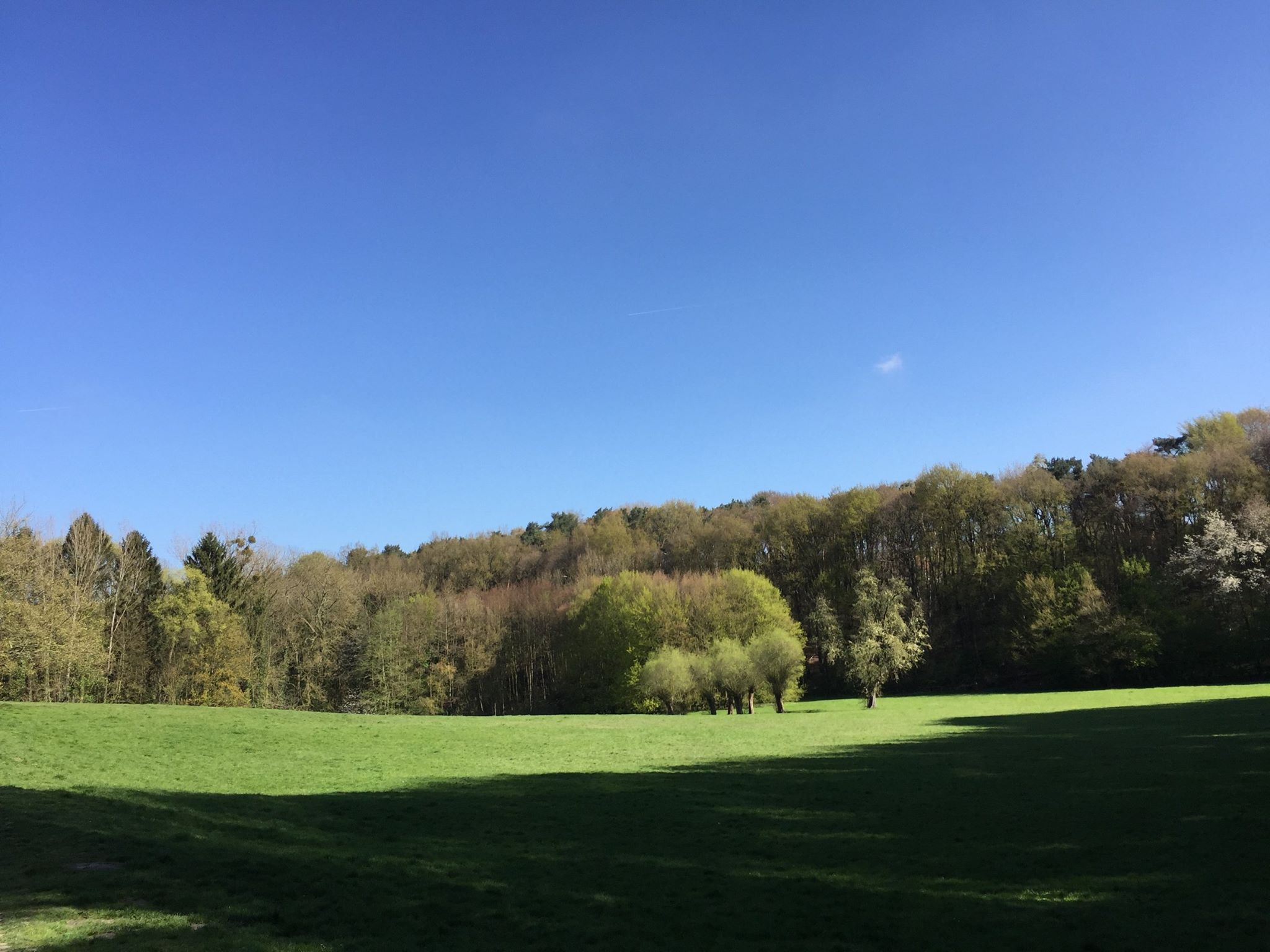
Vue générale du parc
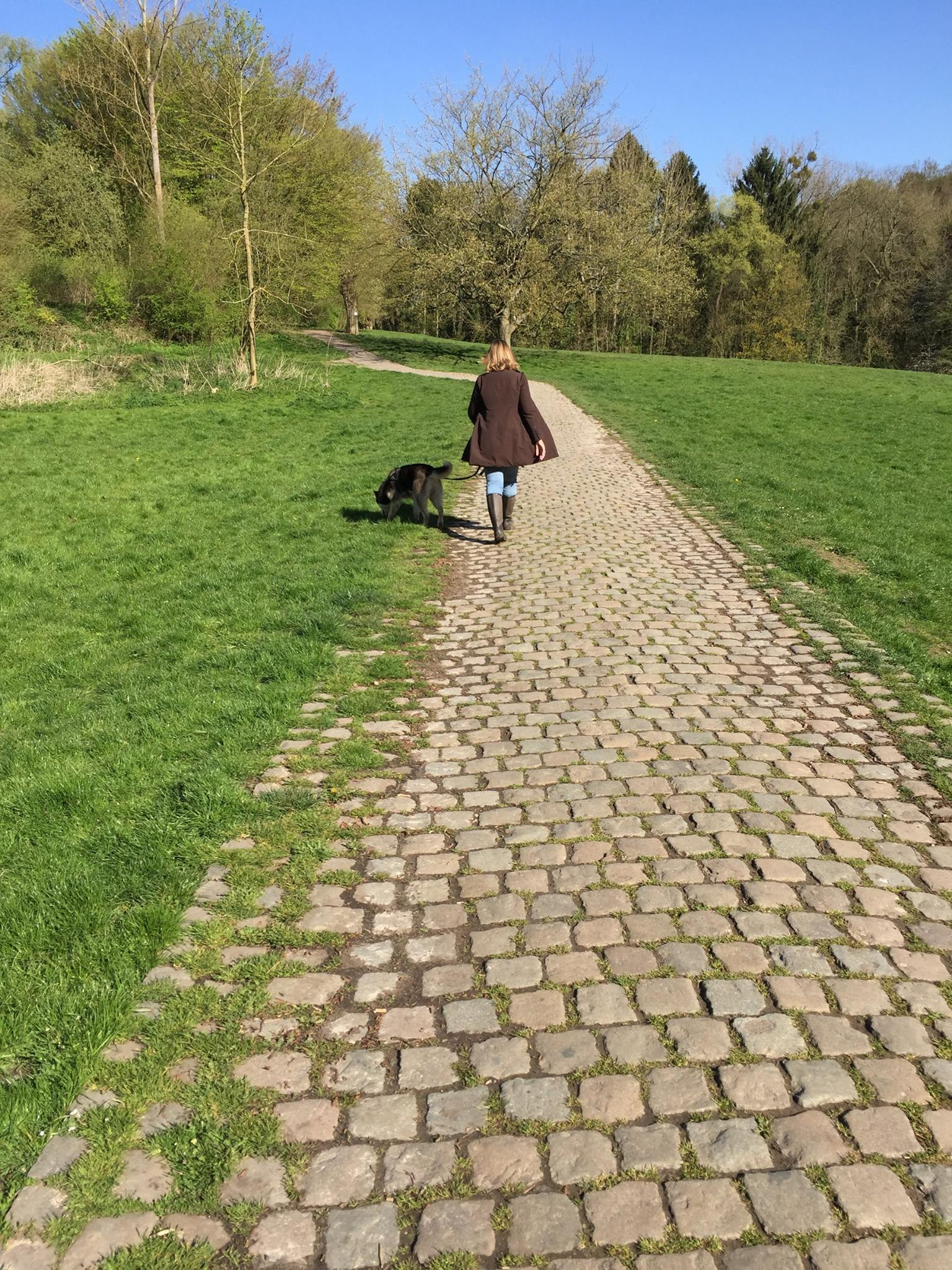
Lieu idéal pour la promenade